# ريال برازيلي
ريال هو الوحدة الأساسية لعملة البرازيل من بعد عدة تغيرات وتقلبات في الاقتصاد من (ريئس، كروزيرو، كروزيرو نوفو، كروزادو، كروزادو نوفو ومن ثم كروزيرو وكروزيرو ريال) حتى اعتمد البنك المركزي العملة الحالية ريال 1994 لنهاية التقلبات الاقتصادية في البرازيل وبدأ استعمال العملة بشكل رسمي في فترة الرئيس اتمار فرنكو الذي تولى الحكم بعد اسقاط الرئيس فيرناندو دي كولور ميلو ويعتبر تبديل العملة البرازيلة من في يوم واحد الأكبر عالمياً حيث تم التبديل الكلي في 1 يوليو.
ينقسم الريال برازيلية إلى 100 سنت، رمز الأيزو 4217الدولى هو BRL والأختصار المحلى المعتمد$R.

## الريال القديم (ما قبل 1942)
كان عملة ملك البرتغال (رويال يعني ملكي وريال أيضاً ويطلق على ريال القديم (ريس)، وكانت العملة الرسمية المعمول بها في البرازيل خلال الفترة الاستعمارية (1500-1822) وبعد الاستقلال (في7سبتمبر1822)، وطوال فترة الإمبراطورية (1822-1889) وما بعدها، وحتى نصف القرن الأول الجمهوري.
وأن كان هناك بعض الانبعاثات بنسبة إلى الهولنديين بين 1645 و 1654 في نيو هولاند، وقعت أول برامج المحرز في البرازيل وبدأ استخدام الريال في عام1690.تم أنشاء «الكاسا دا موئدا» أو مكتب المال في باهيا.

## عملات معدنية

### السلسلة الأولى (1994-1997)
| السلسلة الأولى | السلسلة الأولى | السلسلة الأولى                            | السلسلة الأولى | السلسلة الأولى |
| الصورة         | القيمة         | التصميم                                   | تاريخ الإصدار  | تاريخ السحب    |
| -------------- | -------------- | ----------------------------------------- | -------------- | -------------- |
|                | 1 سنتافو       | الوجه: قيمة العملة الخلف: تمثال الجمهورية | 1 يوليو 1994   | مستخدم         |
|                | 5 سنتافو       | الوجه: قيمة العملة الخلف: تمثال الجمهورية | 1 يوليو 1994   | مستخدم         |
|                | 10 سنتافو      | الوجه: قيمة العملة الخلف: تمثال الجمهورية | 1 يوليو 1994   | مستخدم         |
|                | 50 سنتافو      | الوجه: قيمة العملة الخلف: تمثال الجمهورية | 1 يوليو 1994   | مستخدم         |
|                | 1 ريال         | الوجه: قيمة العملة الخلف: تمثال الجمهورية | 1 يوليو 1994   | 23 ديسمبر 2003 |
|                | 25 سنتافو      | الوجه: قيمة العملة الخلف: تمثال الجمهورية | 30 سبتمبر 1994 | مستخدم         |

#### عملات تذكارية
أصدر البنك المركزي البرازيلي في عام 1995 نسختين تذكاريتين لعملات 10 و 25 سنتافو، للاحتفال بالذكرى الخمسين لتأسيس منظمة الأغذية والزراعة.
| السلسلة الأولى من العملات المعدنية التذكارية | السلسلة الأولى من العملات المعدنية التذكارية | السلسلة الأولى من العملات المعدنية التذكارية | السلسلة الأولى من العملات المعدنية التذكارية           | السلسلة الأولى من العملات المعدنية التذكارية                                                    |
| الصورة                                       | القيمة                                       | تاريخ الإصدار                                | المناسبة                                               | الوصف                                                                                           |
| -------------------------------------------- | -------------------------------------------- | -------------------------------------------- | ------------------------------------------------------ | ----------------------------------------------------------------------------------------------- |
|                                              | 10 سنتافو                                    | 31 مايو 1995                                 | الاحتفال بالذكرى الخمسين لتأسيس منظمة الأغذية والزراعة | الوجه: قيمة العملة العكس: أيادي تحمل نبتة وFAO-1945/1995 وalimentos para todos (الغذاء للجميع). |
|                                              | 25 سنتافو                                    | 31 مايو 1995                                 | الاحتفال بالذكرى الخمسين لتأسيس منظمة الأغذية والزراعة | الوجه: قيمة العملة العكس: زراعة المحاصيل وFAO-1945/1995 وalimentos para todos (الغذاء للجميع).  |

بالإضافة إلى ذلك سُكت عملات تذكارية غير متداولة. إلا أنها مع ذلك تعتبر مناقصة قانونية.

### السلسلة الثانية (1998-الآن)
أصدرت سلسلة ثانية من العملات المعدنية في عام 1998.
| السلسلة الثانية | السلسلة الثانية | السلسلة الثانية |
| الصورة          | القيمة          | الوصف |
| --------------- | --------------- | --- |
|                 | 1 سنتافو        | الوجه: قيمة العملة وصليب الجنوب في الجانب العلوي الأيمن الخلف: بيدرو ألفاريز كابرال، قبطان برتغالي ومكتشف البرازيل، مع سفينة برتغالية من القرن السادس عشر في الخلفية.                                                              |
|                 | 5 سنتافو        | الوجه: قيمة العملة وصليب الجنوب في الجانب العلوي الأيمن الخلف: تيرادينتيس. في الخلفية ومثلث وحمامة ورمز السلام والحرية. |
|                 | 10 سنتافو       | الوجه: قيمة العملة وصليب الجنوب في الجانب العلوي الأيمن الخلف: الإمبراطور بيدرو الأول، أول ملك للبرازيل. في الخلفية، الإمبراطور على ظهر حصان: مشهد يشير إلى إعلان الاستقلال.                                                       |
|                 | 25 سنتافو       | الوجه: قيمة العملة وصليب الجنوب في الجانب العلوي الأيمن الخلف: ديودورو دا فونسيكا، أول رئيس جمهوري للبرازيل. وشعار الجمهورية في الخلفية.                                                                                           |
|                 | 50 سنتافو       | الوجه: قيمة العملة وصليب الجنوب في الجانب العلوي الأيمن الخلف: خوسيه بارانهوس، بارون ريو برانكو، وزير الخارجية الأكثر تميزًا في البلاد. خريطة البلد في الخلفية مع تموجات تمثل تطور السياسة الخارجية للبرازيل وترسيم الحدود الوطنية. |
|                 | 1 ريال          | الوجه: قيمة العملة وصليب الجنوب في الجانب العلوي الأيمن الخلف: في الحلقة الخارجية عينة من فن ماراجو. في الحلقة الداخلية تمثال الجمهورية.                                                                                           |

أصدر البنك المركزي في نوفمبر 2019 عملات 5 سنتافو و50 سنتافو من دار السك الملكية الهولندية، تحمل حرفًا مميزًا "A" للإشارة إلى أن كازا دا مويدا لم تسكها.

## الأوراق النقدية

### السلسلة الأولى (1994–2010)
| السلسلة الأولى | السلسلة الأولى | السلسلة الأولى | السلسلة الأولى   | السلسلة الأولى  | السلسلة الأولى            | السلسلة الأولى |
| الصورة         | الصورة         | القيمة         | الأبعاد          | الوصف           | الوصف                     |                |
| الوجه          | العكس          | القيمة         | الأبعاد          | الوجه           | العكس                     |                |
| -------------- | -------------- | -------------- | ---------------- | --------------- | ------------------------- | -------------- |
|                |                | 1 ريال         | 140 ملم × 65 ملم | تمثال الجمهورية | Sapphire-spangled emerald |                |
|                |                | 2 ريال         | 140 ملم × 65 ملم | تمثال الجمهورية | لجأة صقرية المنقار        |                |
|                |                | 5 ريال         | 140 ملم × 65 ملم | تمثال الجمهورية | بلشون أبيض كبير           |                |
|                |                | 10 ريال        | 140 ملم × 65 ملم | تمثال الجمهورية | مكاو أحمر أخضر            |                |
|                |                | 20 ريال        | 140 ملم × 65 ملم | تمثال الجمهورية | طمارين أسدي مذهب          |                |
|                |                | 50 ريال        | 140 ملم × 65 ملم | تمثال الجمهورية | يغور                      |                |
|                |                | 100 ريال       | 140 ملم × 65 ملم | تمثال الجمهورية | هامور هامشي               |                |

#### الأوراق النقدية التذكارية
أصدر البنك المركزي البرازيلي في أبريل 2000 ورقة 10 ريال بوليمر احتفالًا بمرور 500 عام على وصول البرتغاليين إلى الشواطئ البرازيلية. طبعت دار سك العملة البرازيلية 250 مليونًا من هذه الأوراق النقدية.
| الوجه | العكس | القيمة  | السنة | المواد   | الوصف |
| ----- | ----- | ------- | ----- | -------- | --- |
|       |       | 10 ريال | 2000  | البوليمر | الوجه: صورة بيدرو ألفاريز كابرال، مكتشف البرازيل. العكس: نسخة مبسطة من خريطة البرازيل، مع صور تبرز التعددية العرقية والثقافية للبلد. |

### السلسلة الثانية (2010–الآن)
أعلن البنك المركزي البرازيلي في 3 فبراير 2010 عن سلسلة جديدة من الأوراق النقدية سيبدأ إصدارها في أبريل 2010. أضاف التصميم الجديد تحسينات أمنية في محاولة للحد من التزوير. للأوراق أحجام مختلفة وفقًا لقيمها لمساعدة ضعاف البصر. بدأت الأوراق النقدية الجديدة في التداول في ديسمبر 2010 مع الأوراق النقدية القديمة. أعلن البنك المركزي البرازيلي في 29 يوليو 2020 عن إصدار الورقة النقدية بقيمة 200 ريال. أصدرت في 2 سبتمبر 2020.
| الصورة | الصورة | القيمة   | الأبعاد          | اللون  | الوصف                                             | الوصف              | تاريخ الإصدار  | علامة مائية                          |
| الوجه  | العكس  | القيمة   | الأبعاد          | اللون  | الوجه                                             | العكس              | تاريخ الإصدار  | علامة مائية                          |
| ------ | ------ | -------- | ---------------- | ------ | ------------------------------------------------- | ------------------ | -------------- | ------------------------------------ |
|        |        | 2 ريال   | 121 ملم × 65 ملم | أزرق   | تمثال الجمهورية                                   | لجأة صقرية المنقار | 29 يوليو 2013  | لجأة صقرية المنقار وطباعة كهربائية 2 |
|        |        | 5 ريال   | 128 ملم x 65 ملم | بنفسجي | نباتات، تمثال الجمهورية                           | بلشون أبيض كبير    | 29 يوليو 2013  | بلشون أبيض كبير وطباعة كهربائية 5    |
|        |        | 10 ريال  | 135 ملم × 65 ملم | أحمر   | نباتات، تمثال الجمهورية                           | مكاو أحمر أخضر     | 23 يوليو 2012  | مكاو أحمر أخضر وطباعة كهربائية 10    |
|        |        | 20 ريال  | 142 ملم × 65 ملم | أصفر   | نباتات، تمثال الجمهورية                           | طمارين أسدي مذهب   | 23 يوليو 2012  | طمارين أسدي مذهب وطباعة كهربائية 20  |
|        |        | 50 ريال  | 149 ملم × 70 ملم | بني    | نباتات الغابة، تمثال الجمهورية                    | يغور               | 13 ديسمبر 2010 | يغور وطباعة كهربائية 50              |
|        |        | 100 ريال | 156 ملم × 70 ملم | سماوي  | نباتات بحرية ونجم البحر والمرجان، تمثال الجمهورية | هامور هامشي        | 13 ديسمبر 2010 | هامور هامشي وطباعة كهربائية 100      |
|        |        | 200 ريال | 142 ملم × 65 ملم | رمادي  | نباتات السافانا، تمثال الجمهورية                  | ذئب ذو العرف       | 2 سبتمبر 2020  | ذئب ذو العرف وطباعة كهربائية 200     |